# سياميمازين
سياميمازين أو سياميبرومازين (أو كما يُباع في الأسواق تحت اسم تيرسين)، هو دواء مضاد نمطي للذهان من فئة الفينوثيازين أنتجته شركة ثيرابلكس في فرنسا في عام 1972، وأُنتِج في وقت لاحق في البرتغال أيضًا.    يُستخدم لعلاج مرض الفصام، وخاصةً للقلق المرتبط بالذهان، نظرًا لفعاليته في إزالة القلق الفريدة. 
يختلف سياميمازين عن مضادات الذهان الأخرى من عائلة الفينوثيازين في تأثيرها المعتاد على مستقبلات الدوبامين، ومستقبلات ألفا 1 الأدرينالية، وتنتج بالإضافة إلى هذ تأثيرّا مناهضًا قويًا للعديد من مستقبلات السيروتونين، بما في ذلك 2A 5-HT ،5- HT 2C.    ساهمت تلك الخواص في وجود التأثيرات المزيلة للقلق لسياميمازين، مع عدم وجود آثار جانبية خارج هرمية. وعلى الرغم من تصنيفه على أنه أحد مضادات الذهان النمطية، إلا أنه يعمل في الواقع مثل مضادات الذهان غير النمطية.